# Kornis Mihály (író)
Kornis Mihály (született Kertész) (Budapest, 1949. május 10. –) József Attila-díjas magyar író, drámaíró, rendező és tanár, a Széchenyi Irodalmi és Művészeti Akadémia Irodalmi Osztályának tagja 2013-tól
A szeretetnek nincs oka. Van. Támad. És ha valóban feltámad, kifogyhatatlan. Aki megérzi magában ezt az erőt, az szerény lesz. Van ereje felülemelkedni bármi veszteségen. A szerénység növeli az önbizalmát. Akinek van önbizalma, nyugodt. Egyre többet képes belátni, átlátni a helyzeteket, felfogni az összefüggéseket, beleélni magát a másik helyzetébe. Tehát mind könnyebb szeretnie: megengedi magának a mindent-megbocsátás őrült luxusát.

## Életpályája
Az irodalom már egészen fiatal korában jelen volt az életében, mintegy jelezve, hogy később ez lesz az igazi hivatása. Gimnazista korában Országos Tanulmányi versenyen vett részt, pályázatát Sarkadi Imre drámáiból írta.
1964-ben a pesti Irányi utcában járt általános iskolába. 1967-ben érettségizett az Eötvös József Gimnáziumban (Reáltanoda utca). Bár a tanulmányi versenyt megnyerte, mégsem vették fel az egyetemre, kultúrpolitikai döntések miatt. Kötelezték egy idegen nyelv megtanulására. Ezt teljesítette is, 1968-ban orosz állami középfokú nyelvvizsgát tett. Ám akkor az egyetem előtt, előfelvételisként egy év sorkatonai szolgálatot kellett volna teljesítenie. Ez alól művészeti főiskolával tudott kibújni, így színész szeretett volna lenni, és jelentkezett a Színművészeti Főiskolára. A sors különös fintora folytán azonban ekkor újabb rendeletet hoztak és itt is be kellett volna vonulnia katonának. Végül egy év halasztást kapott és elkezdhette az iskolát, ahol aztán a színészet helyett színházrendezést tanult, az 1969–73-as években. 1972–1973 között a kaposvári Csiky Gergely Színházban rendezett.
Első rendezői munkája harmadéves korában, 1971-ben Kaposvárott (a betegeskedő Komor István helyett ugrott be) Jean Giraudoux Trójában nem lesz háború című darabja volt. Másodikként Jevgenyij Svarc Hókirálynő című darabját rendezte. A művet Romhányi József tréfás-kínrímes, gyermekeknek szóló átiratában ismerte meg a magyar közönség, de ő az eredeti kézirat alapján dolgozta fel. A Hókirálynő ősbemutatóján Lukáts Andor, Koltai Róbert, Vajda László, Verebes István játszott. A díszleteket és jelmezeket Pauer Gyula tervei alapján készítették. Harmadik rendezése, mely egyben a vizsgarendezés is volt, 1973-ban Molière: Tartuffe című darabja. Tartuffe-öt Verebes István játszotta, Dorine-t, a szolgálót Molnár Piroska, Orgont Kun Vilmos, Elvirát Olsavszky Éva. A diploma megszerzése után azonban, miután politikai felügyeletet óhajtottak gyakorolni színházrendezői tevékenysége felett, felhagyott a rendezői pályával.
Szerződést bontott a szolnoki és kaposvári színházakkal. Úgy döntött, hogy írni fog, a költő Petri György lett a mestere. Olyan szabadon és politikailag függetlenül akart élni, mint ő. Petrin keresztül kapcsolatba került a demokratikus ellenzékkel. Saját útját járva, magánlakásokon tartott felolvasásokat műveiből 1973–1976 között. A leggyakrabban Kenedi János bocsátotta rendelkezésére cenzúrázatlan és ezért veszélyes felolvasásokra a lakását. Ez egyike volt a demokratikus ellenzék tevékenysége első megnyilatkozásainak. 1974–1978 között megélhetési céllal a Magyar Rádió Ifjúsági Osztályának munkatársaként gyermekműsorokat és mesejátékokat rendezett.
1978-ban alapította első szamizdat újságszerűségét, zártláncban, de szabadon, és a cenzúra megkerülésével terjesztette A Naplót. Még abban az évben elbocsátották a Rádióból, 17 magyar értelmiségivel együtt, azzal a hazug váddal, hogy a Random House kiadónál szovjetellenes írásai jelentek meg, Kenedi János szerkesztésében, Profil címmel. Mindezt Kornis irodalmi formában is megírta 2003-ban megjelent Pestis előtt című művének Civilek a pályán című emlékiratában.
Ezután Horányi Özséb és Bereményi Géza segítségével és közbenjárására a Pannónia Filmstúdióban kapott kisegítő munkatársi állást, 1978–1981 között. Ekkor a Vígszínház sietett a segítségére, Radnóti Zsuzsa drámaírói ösztöndíjat szerzett neki és ajánlására Paál István dramaturgként maga mellé vette a szolnoki Szigligeti Színházhoz, 1981–1983 között. 1984–1989 között Makk Károly közbenjárására a Mafilmben kapott rendezőasszisztensi állást, de valójában éveken át Makk-kal egy filmforgatókönyvön dolgoztak, amelyet Kozma című darabjából írtak – hiába. A forgatókönyv három változatát utasította el a Filmfőigazgatóság. A Kozmát 1986-ban mutatták be Kaposvárott, Ács János rendezésében – a főszerepben Molnár Piroska az évad legjobb színésznői alakítása díját kapta érte a kritikusok szavazásakor, Pogány Judit a legjobb epizódalakítás díját – és 1987-ben a Pesti Színházban Horvai István rendezésében, a főszerepekben Törőcsik Mari, Pap Vera és Eszenyi Enikő alakításával. (Abban az évben Törőcsik kapta a legjobb női alakítás díját.)
A gazdasági és politikai rendszerváltozás döntő fordulatot hozott az író életében és munkáinak fogadtatásait tekintve is. 1990–2002 között a Színház- és Filmművészeti Egyetem műelemzés tanára, leendő színészeknek, színház- és filmrendezőknek adott elő. 1990 és 1996 között a Katona József Színház dramaturgja, 1996–2003 között a Vígszínház művészeti tanácsadója, 2003-tól a Madách Színház művészeti főtanácsadója, valamint 1994-től a Magyar Lettre Internationale folyóirat kuratóriumi tagja.

### Családja
Nős, felesége Göczey Zsuzsa rádiós szerkesztő, a Klubrádió zenei vezetője.

## Művei
- Köszönöm, Lujzácska – dialógus kitérőkkel In: Főpróba. A Színház- és Filmművészeti Főiskola Kiadványa, 1970, megjelent Kertész Mihály néven.
- Végre élsz, Szépirodalmi kiadó, Budapest, 1980, novellák. A kötet forgalomba hozatalát 1980-as jelzettel 1981 májusában engedélyezte a Kiadói Főigazgatóság.[7]
- Halleluja,[8] dráma, 1980, első, könyvdráma-változat, zenés számokkal.
- KI VAGY TE, Magvető Könyvkiadó, Budapest, dráma, 1986, tartalom: Halleluja (a Fodor Géza által szerkesztett, színházi változatban), Büntetések, Kozma. Utószó: Radnóti Zsuzsa, Chagall a Vitkovics Mihály utcában.[9]
- A félelem dicsérete, Szépirodalmi könyvkiadó, Budapest, 1989, próza, esszé, kritika[10]
- Körmagyar,[11] 1990, komoly bohózat, két részben
- Végre élsz, Cserépfalvi Könyvkiadó, Budapest, 1992, cenzúrázatlan, bővített kiadás
- Napkönyv, Pesti Szalon, Budapest, 1994
- Sóhajok hídja, Magvető kiadó, Budapest, 1997. Próza, esszé, kritika
- Színházi dolgok, Tercium kiadó, Budapest, 2003. Szótár, a színházak színfalak mögötti életéről
- Pestis előtt, Budapest, Novella kiadó, 2005, novella
- Napkönyv, Tericum Kiadó, Budapest, 2004. Második, átdolgozott kiadás
- Vigasztalások könyve, Tericum Kiadó, Budapest, 2004[12]
- Kádár János utolsó beszéde, Kalligram kiadó, Budapest, 2006
- Végre élsz, Pesti Kalligram Kft., Budapest, 2006, novellák, CD-ROM melléklettel
- Egy csecsemő emlékiratai, Kalligram kiadó, Budapest, 2007
- Lehetőségek könyve, Kalligram kiadó, Budapest, 2007. A Vigasztalások könyvének folytatása.
- Feliratok a fehér égen, Pesti Kalligram kiadó, Budapest, 2008, Válogatott, írások, esszék, blogok.
- Nekem az ég – Hazafutás, Kalligram Könyvkiadó, Budapest, 2009 ISBN 9788081011924[13]
- Hol voltam, hol nem voltam; a kérdező Révai Gábor; Pesti Kalligram, Budapest, 2011 ISBN 9788081015168[14]
- Egy kisfiúban élek. Válogatott írások; Kalligram, Budapest, 2015

### Antológiák
- Isten tenyerén ülünk, Magvető Kiadó, Budapest, 1980, Fiatal írók antológiája
- Dinamit, Magvető Kiadó, Budapest, 1983, Drámaantológia
- A Napló, Minerva Kft., Budapest, 1990, 1977-1982 válogatás, fotókkal.
- Itt nincsenek pillangók?, PolgART Kiadó, Budapest, 2000, mai zsidó próza, Für Emil illusztrációival
- A mi nyelvünk, Tinta Könyvkiadó, Budapest, 2003, Íróink és költőink a magyar nyelvről.
- Vallomások, Tinta Könyvkiadó, Budapest, 2009, Íróink és költőink a magyar nyelvről, összeállította Grétsy László dr.

### Idegen nyelven megjelent művei
- Mihály Kornis: Vater siegt. Übersetz von Hans Skirecki In Erkundungen II, 21 ungarische Erzähler. Verlag Volk und Welt, Berlin, 1983.
- Petition In The Portable Lower East Side. Eastern Europe. Winter/Summer, USA, 1986
- Vater siegt In Liebe. Ungarische Kurzprosa aus dem 20. jahrhundert, Corvina, 1993
- Father Makes Good. Translated by Judith Sollosy In Common Knowledge, Spring 1997, V6, N1, Oxford University Press, 1997
- Cmentarz In Z wegierskiego na nasze. Fundacja Literatura Swiatowa, 1998
- Der Held unserer Geschichte, Rowohlt, Berlin, 1999, Roman, fordította Christina Viragh
- Le cimetière juif, In: La Nouvelle Revue Française, 2003, fordította Ertl István

### Színházi művek
- A Kádár házaspár, Új Színház, Budapest, 2000. Rendező Ács János.
- Körmagyar, író
  - Bemutató: Vígszínház, Budapest, 1989, rendező Horvai István
  - Bemutató: Nemzeti Színház, Pécs, 1993, rendező Ditzendy Attila
  - Bemutató: Vörösmarty Színház, Székesfehérvár, 1999, rendező Horváth Péter
  - Bemutató: Móricz Zsigmond Színház, Nyíregyháza, 1999, rendező Telihay Péter
  - Bemutató: Pesti Színház, 2007. szeptember 29.

## Színházi tevékenységeiből
- Shakespeare: Sok hűhó semmiért, bemutató, 1999. szeptember 26. Vígszínház, színpadra alkalmazta

### Rádiós rendezéseiből
A rádióban eredeti nevén, Kertész Mihályként dolgozott.

### Mesterkurzusai
- Mit tehetünk magunkért?, PAX Televíziós sorozat
- Magyar Író Akadémia, előadássorozat az írás mesterségéről
- Írás és életforma – MÍA Tanterv

### Publicisztika
- Az Apokalipszis diszkrét bája, Filmvilág folyóirat (1985. június)
- Zongorista a háztetőn, Filmvilág folyóirat (1985. július)
- Big Brother – avagy mit nem szabad tudni?, Kritika, 2002, 11. sz. 3-8. o.

### Hangoskönyvek
- Mit tehetünk magunkért? Az ember belső lehetőségei, 2005. A Mesterkurzus anyaga, Balogh Béla, Kornis Mihály, Müller Péter, Popper Péter előadásai
- Végre élsz, Kalligram Kiadó, Budapest, 2006, novellák, CD-ROM melléklettel
- Kornis Mihály felolvas, részletek a hangoskönyvekből Kornis Mihály előadásában
- Vigasztalások könyve, Tericum Kiadó Kft., Budapest, 2005, mp3 melléklettel vagy audio CD-vel, ISBN 9639633070,[15]

## Filmek
- Kádár János utolsó beszéde Archiválva 2010. november 29-i dátummal a Wayback Machine-ben, 2005, író, szereplő
- Poggyászunk Kádár János, 2005, tévéfilm, rendező

## Díjai, elismerései
- Legjobb magyar dráma díja (1981)
- Déry Tibor-díj (1986)
- Az Év könyve jutalom (1987)
- Színikritikusok díja (1988)
- József Attila-díj (1989)
- Soros-életműdíj (1992)
- A Magyar Köztársasági Érdemrend tisztikeresztje (1995)
- Soros Alapítvány díja (1995)
- Szép Ernő-jutalom – Életműdíj (1999)

## Interjúk
- Kornis Mihály három titka
- A szó hatalma – HETEK, 2007. december 21.
- A könyv, amivé az életemet formálni szeretném, LETTRE 2009. Ősz
- Beszélgetés az Istenkérdésről Kornis Mihály íróval II/I Archiválva 2022. október 4-i dátummal a Wayback Machine-ben, Galambos Ádám interjúja, evangelikus.hu; 2013
- Beszélgetés az Istenkérdésről Kornis Mihály íróval II/II Archiválva 2022. október 4-i dátummal a Wayback Machine-ben, Galambos Ádám interjúja, evangelikus.hu; 2013